# 2018 Індійська прем'єр-ліга
Сезон 2018 року Індійської прем'єр-ліги, також відомий як ІПЛ 11, стане одинадцятим сезоном ІПЛ, професійної ліги крикету двадцяти, заснованою BCC у 2008 році. Цей сезон відбудеться з 7 квітня по 27 травня. побачимо повернення Супер-Королів Ченнаї та Королівських Раджастханів після закінчення двохрічного призупинення залучення їх відповідних власників у справі про ставку ІПЛ 2013 року.
Зоряний спорт зібрав медіа права на ₹ 16 347,5 краура (2,55 мільярда доларів) на п'ять років, починаючи з 2018 року.

## Формат
У 2018 році плануєзіграти вісім команд. Турнір передбачає, що кожна команда двічі грає в кожній команді у форматі «подвійний» та «круглий» формат з домашнім і віддаленим колом. За підсумками подвійної кругової ліги, чотири команди, що складають чотири команди, на основі сукупних очок претендують на плей-офф. На цьому етапі дві найкращі команди змагаються один з одним (у змаганні під назвою «Кваліфікаційний рейтинг 1»), як і решта двох команд (у матчі з назвою «Eliminator»). Хоча переможець кваліфікаційного номера 1 прямо претендує на фінальний матч, команда, яка програє, отримує ще один шанс отримати право на фінальний матч, граючи команду переможця матчу Eliminator; цей матч називається Кваліфікаційний рахунок 2. Переможець цього наступного матчу кваліфікатора 2 переходить у фінальний матч. Команда, яка виграє фінальний матч, увінчана переможцями Прем'єр-ліги Індії.

## Кадрові зміни
Рада керуючих ІПЛ оголосила, що кожен ІПЛ франчайзинг може зберігати максимум п'ять гравців від їх відповідних поточних загонів. З п'яти гравців франчайзинг може зберігати максимум трьох гравців шляхом утримання під час проведення аукціону та максимум трьох гравців за допомогою правої картки під час аукціону. Інші обмеження щодо утримання гравців: можна зберегти максимум трьох індійських гравців з обмеженими можливостями, і лише два гравці за кордоном і два індивідуальні гравці, що не мають копій, можуть бути збережені. Коефіцієнт заробітної плати кожної команди для сезону 2018 року збільшився з ₹ 66 кр. до ₹ 80 кр. (Приблизно 12,4 млн. Дол США). Франчайзингу буде дозволено витрачати лише ₹ 33  на відстрочки, що передують аукціону з ІПЛ 2018 року, і залишити його на аукціоні щонайменше ₹ 47 кр.
Команди ІПЛ  попросили подати список збереження до 4 січня. Вперше в історії ІПЛ подія зберігання гравця транслювалася прямо в Star Sports. Аукціон ІПЛ відбувся 27 і 28 січня в Бангалорі через день після фіналу Syed Mushtaq Ali Trophy.